# Now and Then
«Now and Then» (en español: «De vez en cuando», o literalmente «Ahora y entonces») es un sencillo de la banda británica de rock The Beatles, lanzado el 2 de noviembre de 2023. Este tema forma parte de un sencillo de doble cara A, que también incluye una nueva mezcla de su primer sencillo, «Love Me Do», original de 1962. Conocido como "la última canción de los Beatles", «Now and Then» también fue incluida en la reedición ampliada de la compilación "1967-1970" de 1973, lanzada el 10 de noviembre de 2023. 
La canción fue escrita y grabada originalmente por John Lennon alrededor de 1977 como una demo casera tocada al piano, pero quedó incompleta. Tras el fallecimiento de Lennon en 1980, se planteó la inclusión de «Now and Then» como el tercer sencillo de reunión de los Beatles dentro de su proyecto retrospectivo The Beatles Anthology de 1995-1996, sucediendo a «Free as a Bird» y «Real Love», ambos temas basados también en demos de Lennon. La idea original era tener una canción de los Beatles en cada uno de los tres discos compactos de la antología proyectada. Las dificultades técnicas provocadas por la baja calidad del audio de la demo hizo que, finalmente, Paul McCartney, George Harrison y Ringo Starr renunciaran a incluir esta canción en el Anthology 3. 
La demo permaneció archivada por casi tres décadas hasta que la tecnología digital permitió limpiar el sonido lo suficiente como para poder ser producido con resultados satisfactorios como un tema editado.
En 2022 la canción fue finalizada por los miembros supervivientes de la banda, Paul McCartney y Ringo Starr, quienes realizaron nuevas grabaciones sobre la pista original e incluyeron pistas de guitarra de George Harrison provenientes de las sesiones abandonadas de 1995.
La versión definitiva incorpora letras adicionales de McCartney y la voz de Lennon, extraída de la demo original mediante tecnología de restauración de audio con soporte de inteligencia artificial, encomendada por Peter Jackson para su documental de 2021 The Beatles: Get Back. Jackson también dirigió el video musical de «Now and Then». 
En la semana del 9 de noviembre de 2023, «Now and Then» llega al número uno del UK Singles Chart, siendo la decimoctava cima que consigue The Beatles en la lista oficial de sencillos a la segunda semana de ingresar en el número 42.
El 1 de octubre de 2024 fue interpretada en vivo por primera vez en el Estadio Centenario de Uruguay como parte de la gira musical de Paul McCartney Got Back.

## Historia

### Orígenes
El tema fue compuesto por John Lennon durante su largo auto aislamiento de cinco años, como una pieza dedicada a su esposa Yōko Ono. Se cree que fue alrededor del mismo tiempo en que escribió y grabó «Free as a Bird» y «Real Love». Otras teorías sostienen que la canción estaba dedicada a Paul McCartney, ya que en la cinta que contenía el audio, entregada por Ono a McCartney, Lennon había escrito "Para Paul".
El registro sonoro original está grabado en una cinta monofónica de baja calidad. Fue realizado con una grabadora de mano en el año 1979, mientras Lennon canta y toca el piano. La interpretación de este tema como un ensayo dura poco más de cinco minutos (versión editada 4:56 minutos).

### Versión de The Beatles
En enero de 1994, Ono le entregó dos cintas de casete a Paul McCartney, a solicitud de él, con grabaciones caseras de Lennon, una de las cuales contenía esta canción, que por razones desconocidas había quedado incompleta. Estas cintas también contenían «Free as a Bird» y «Real Love», que eventualmente sí estaban terminadas, aunque con un audio apenas aceptable. A diferencia de estas dos canciones, «Now and Then» presentaba la ventaja de estar inacabada, de modo que los tres músicos supervivientes podían aportar elementos al nuevo tema. Una cuarta canción que se encontraba  en las cintas era «Grow Old With Me» , que ya había aparecido en el póstumo Milk and Honey (1984) y no se consideró para el proyecto The Beatles Anthology.
En marzo de 1995, los tres miembros restantes de la banda comenzaron a trabajar en «Now and Then», realizando las pistas instrumentales y coros para ser mezclados con la demo de Lennon. Sin embargo, después de sólo dos días de grabación, todo el trabajo respecto a la canción se abandonó de manera definitiva y no se incluyó en el álbum recopilatorio debido a que la baja calidad de la pista de sonido original de Lennon hacía imposible producir un tema satisfactorio.
De acuerdo con las palabras de McCartney, George Harrison no quiso hacerla debido al pésimo sonido de la pista de audio. "Tenía un título muy bueno, pero había que trabajarla un poco. Tenía bonitos versos y se oía la voz de John cantándola. Pero George no quiso hacerla ", narró en una entrevista. Según McCartney, la baja calidad de este audio hizo que Harrison se refiriese a esta canción como "fucking rubbish" (en español, una porquería, una mierda)
Se ha especulado sobre las razones por las que no trabajaron sobre esta canción incompleta. Por un lado, a diferencia de las otras dos, había nuevos versos que completar y terminar en la letra que dejó Lennon. El productor Jeff Lynne recordó: "Fue un día- una tarde, realmente- que se trabajó con ella. La canción tiene un coro, pero está casi totalmente carente en sus versos. Hicimos las pistas instrumentales y coros, pero por un ruido que se escucha no terminamos". "Era una balada en La menor, una canción muy dulce. Me gustaba mucho. Ojalá la hubiéramos terminado", explicó Lynne.
El factor definitivo fue, probablemente, la toma de sonido muy defectuosa. Al igual que en las otras pistas «Free as a Bird» y «Real Love», es perceptible el ruido de la cinta, aunque en estas dos canciones es significativamente de menor intensidad y pudieron usarse en las antologías con algunas limitaciones y trabajo de posproducción para maquillarlo. Sin embargo, este ruido está mucho más presente en «Now and Then», y en aquella época resultó prácticamente imposible de eliminar y llegó a distorsionar la afinación de la voz y el piano. En la demo, que ha circulado durante años informalmente por Internet, la voz de Lennon se escucha defectuosa y por momentos incomprensible, con un zumbido similar a una interferencia telefónica, y la naturaleza monofónica de la grabación casera imposibilitaba separar la voz del piano y el ruido de fondo.

### Se intenta retomar el proyecto
Tras la muerte de George Harrison, entre 2005 y 2006, según rumores de prensa de The Sun, los dos únicos Beatles supervivientes, Paul McCartney y Ringo Starr, se reunieron y discutieron el lanzamiento de esta canción inédita, en la que colaborarían de un modo u otro los cuatro miembros del cuarteto de Liverpool, incluso los fallecidos Lennon y Harrison.Al respecto, el Daily Express informó el 29 de abril de 2007 que la canción usaría fragmentos de la balada de John Lennon que donó a McCartney la viuda del primero, Yoko Ono, en 1994, para que formara parte de The Beatles Anthology y finalmente descartada. Esta canción podría formar parte del primer catálogo completo de los Beatles disponible para ser descargado por Internet.
En aquel momento, el plan era que Ringo Starr tocase la batería mientras que, a fin de asegurar la participación póstuma de George Harrison, se recurriría a alguna grabación ya existente en el archivo musical. 
McCartney había hablado repetidamente de que quería terminar «Now and Then», refiriéndose al título original que le dio Lennon «I Don't Want to Lose You» (No quiero perderte). Tras la muerte de Harrison, Paul McCartney retomó la tarea en varias ocasiones y llegó a afirmar que terminará la canción al modo en que solía cuando Lennon estaba todavía vivo y ambos colaboraban en los nuevos títulos. -"George (Harrison) no quiso arreglarla (en su día) porque no se trataba sólo de introducir un texto, un poco de bajo y batería. Había además que construir la canción"- concluyó Paul en una entrevista. 
A pesar de las expectativas creadas, «Now and Then» no se concluyó de conformidad a lo anunciado, aunque circuló una mezcla que se hizo muy popular a partir de 2007, llamada "edición 1995", quizás la mejor versión conocida de «Now and Then» hasta su publicación definitiva en 2023. Este trabajo se compone de la demo original de Lennon junto con doblajes instrumentales de un artista no especificado y muestras de diversas canciones de la década de los 60 de The Beatles. Contrariamente a una idea falsa repetida (debido a la buena calidad de la producción), esta remezcla no contiene ninguno de los trabajos realizados a esta canción en 1995 por los tres miembros supervivientes de The Beatles y nunca publicados oficialmente.
Finalmente, en el año 2023, Paul McCartney anunció que gracias al uso de la nueva tecnología de inteligencia artificial, junto con Peter Jackson, fue posible limpiar la pista vocal original del tema. Ante ciertas especulaciones, Ringo Starr aclaró que no se trataba de utilizar voces generadas por IA, sino que el sistema de aprendizaje automático había permitido por primera vez lo que hasta entonces había sido imposible: limpiar la voz de Lennon y separarla del ruido de fondo y del piano, para poder trabajar con ella en estudio. Starr declaró que sólo se usaron pistas auténticas grabadas por los fallecidos Lennon y Harrison, así como nuevas tomas suyas y de McCartney.

### Anuncio oficial
El 25 de octubre de 2023 se publicó en el sitio web oficial y en la cuenta de Twitter de los Beatles la imagen de una cinta de casete naranja y blanca con el carrete de cinta enrollado. En la esquina inferior izquierda de la cinta se lee "Posición Tipo I (Normal)". La etiqueta de derechos de autor que figuraba en el casete decía: "Yoko Ono Lennon, MPL Communications Ltd, G.H. Estate Ltd y Startling Music Ltd." Al día siguiente se confirmó la fecha de lanzamiento del 2 de noviembre de 2023 para la que sería "la última canción" de The Beatles, lanzada junto a una nueva mezcla estéreo de «Love Me Do» en el otro lado del sencillo de doble cara A. Paul McCartney y Giles Martin, hijo de George Martin, están acreditados como productores de la grabación, mientras que Jeff Lynne está acreditado para la "producción adicional".
Se confirmó que la compañía de producción de Peter Jackson, WingNut Films, aplicó la misma técnica de aislamiento de instrumentos, voces y conversaciones individuales usada en el documental de 2021 The Beatles: Get Back, y más tarde para la mezcla de 2022 de Revolver, a la grabación casera de Lennon de «Now and Then», con lo que se logró restaurar el sonido al tiempo que conservaba la claridad de su interpretación vocal separada del piano. 
La restauración fue seguida por la adición de una sección de cuerdas escrita por Giles Martin, Paul McCartney y Ben Foster, grabada en los Capitol Studios. Finalmente, McCartney y Martin agregaron también partes de las grabaciones vocales originales de «Here, There and Everywhere», «Eleanor Rigby» y «Because» en la nueva canción, siguiendo los métodos utilizados para el álbum de remezclas de 2006 Love. La canción terminada fue producida por McCartney y Martin, y mezclada por Spike Stent.

### Promoción
Para celebrar el lanzamiento de «Now and Then», han aparecido proyecciones animadas de la cinta de casete del sitio web de los Beatles en lugares relacionados con los Beatles en Liverpool, incluido el Strawberry Field, la señal de tráfico de Penny Lane, las afueras de la casa de la infancia de Lennon y The Cavern Club.
Un documental de 12 minutos, Now and Then - The Last Beatles Song, escrito y dirigido por Oliver Murray, se estrenó el 1 de noviembre de 2023 en el canal de YouTube de los Beatles. El cortometraje cuenta la historia detrás de la canción, incluyendo comentarios de McCartney, Starr y Harrison, así como de Sean Lennon y Jackson. La película también reproduce un breve extracto del sencillo.
La BBC preparó una edición extendida de The One Show en BBC One, la serie de podcasts de BBC Radio 2 Eras: The Beatles presentada por Martin Freeman, así como otros programas en BBC Two y BBC iPlayer.
iHeartMedia anunció que 740 estaciones de radio de su propiedad estrenarían simultáneamente «Now and Then» el 2 de noviembre de 2023 y se emitiría cada hora en sus estaciones de Classic Rock.

### Video musical
El video musical de «Now and Then» fue dirigido por Peter Jackson. Cuenta con fragmentos de filmaciones nunca antes vistas de los Beatles, incluyendo imágenes de Pete Best, escenas filmadas durante las sesiones de grabación de 1995 para The Anthology, así como imágenes inéditas de películas caseras de Harrison y nuevas imágenes de McCartney y Starr actuando. Además, los efectos visuales fueron producidos por Weta Digital.

## Letra
La letra es una balada típica del apologético amor de Lennon, similar a las canciones de la etapa tardía de la mitad de su carrera después de su breve separación, en particular a las que reflejó en su álbum "Walls and Bridges" (1974). Contrario a los reportes más pesimistas, la mayor parte de los versos están completos. Son sólo unas cuantas líneas en las que el compositor no concluyó, aunque parece sugerir su contenido.

## Recepción
En la primera reseña publicada para su encarnación completa, Los Angeles Times describió la canción "elegante [y] suavemente psicodélica" como si tuviera "una corriente subterránea melancólica que fluye a través de [ella]", llamándola "una conclusión adecuada para la carrera grabada de los Beatles, no tanto un resumen [sino más bien] una coda que transmite un sentido de lo que la banda logró y perdió".  The Guardian le dio a la canción cuatro estrellas de cinco, calificándola como "un conmovedor acto de cierre". Rolling Stone lo llamó «la última obra maestra que los Beatles y sus fans merecen». Más críticamente, The Washington Post escribió que, si bien la canción «no era terrible», era «algo mundana»: de su inclusión en la reedición de 1967-1970, concluyó: "Una canción pasable simplemente no es lo suficientemente buena cuando compartes vinilo con 'Strawberry Fields Forever', 'A Day in the Life' o 'Let It Be."

## Personal
Según el sitio web oficial de los Beatles:
The Beatles
- John Lennon: voz principal y coros.
- Paul McCartney: coros, bajo, piano, clavicémbalo eléctrico, shaker, guitarra slide.
- George Harrison: coros, guitarra acústica, guitarra eléctrica.
- Ringo Starr: coros, batería, pandereta, shaker.

Personal adicional
- Neel Hammond, Adrianne Pope, Charlie Bisharat, Andrew Bulbrook, Songa Lee, Serena McKinney: violines.
- Caroline Buckman, Drew Forde, Linnea Powell: violas.
- Mia Barcia-Colombo, Niall Fergunson, Giovanna Clayton: violonchelos.
- Mike Valerio: contrabajo.
- Jerome Leroy: dirección de orquesta.

Producción
- Paul McCartney, Giles Martin, Ben Foster: arreglo de cuerdas.
- Producción por Paul McCartney y Giles Martin, con producción adicional de Jeff Lynne.
- Masterización por Miles Showell, Oli Morgan y Sam Okell.

## Posición en las listas
| Chart (2023)                                            | Peak position |
| ------------------------------------------------------- | ------------- |
| Alemania (Offizielle Deutsche Charts)                   | 1             |
| Australia (ARIA)                                        | 6             |
| Austria (Ö3 Austria Top 40)                             | 1             |
| Bélgica (Valonia) (Ultratop 50)                         | 15            |
| Canadá (Canadian Hot 100)                               | 10            |
| Corea del Sur BGM (Circle)                              | 32            |
| Corea del Sur Download (Circle)                         | 124           |
| Estados Unidos (Billboard Hot 100)                      | 7             |
| Estados Unidos Hot Rock & Alternative Songs (Billboard) | 2             |
| Estados Unidos Rock Airplay (Billboard)                 | 23            |
| Finlandia (OFC)                                         | 47            |
| Global 200 (Billboard)                                  | 10            |
| Islandia (Plötutíðindi)                                 | 19            |
| Irlanda (IRMA)                                          | 4             |
| Italia (FIMI)                                           | 52            |
| Japón (Japan Hot 100)                                   | 30            |
| Japón Japan Digital Singles (Oricon)                    | 4             |
| Noruega (VG-lista)                                      | 15            |
| Nueva Zelanda (Recorded Music NZ)                       | 17            |
| Países Bajos (Dutch Top 40)                             | 34            |
| Países Bajos (Mega Single Top 100)                      | 5             |
| Reino Unido (UK Singles Chart)                          | 1             |
| Suecia (Sverigetopplistan)                              | 8             |
| Suiza (Schweizer Hitparade)                             | 2             |